# 光引发剂379
光引发剂379（Irg 379）是一种有机化合物，化学式为C24H32N2O2，化学名为2-二甲氨基-2-(4-甲基苄基)-1-(4-吗啉基苯基)-1-丁酮。它可以4-(4-丁酰基苯基)吗啉为原料反应制得。